# Симпатектомија
Симпатектомија је хируршка процедура подвезивања или пресецања нервних влакана или уништавање сипатичких ганглија симпатичког нервнног система, дуж грудног или лумбалног дела кичмене мождине.
Овим поступком се се повећава проток крви кроз крвне судове (ваздодилатација) и смањује дуготрајан бол у одређеним болестима изазиваним вазоконстрикцијом или сужењем лумена крвних судова (Биргерова болест, Рејноов феномен, васкулопатија, системска склероза итд). Данас се симпатектомија све више примењује код лечења хиперхидрозе у циљу смањења излучивања зноја и многих других физичких и менталних поремећаја.

## Историја
Прву симпатектомију обавио је Александар далеке 1889. Прве индикације за примену симпатектомије биле су; епилепсија, црвенило лица, гушавост, идиотија, глауком. Касније је код неколико наведених индикација као што је идиотија и глауком, њена примена напуштена. Како симпатички нервни систем делује на функцију много различитих органа као што су жлезде, крвни судови и мишића, хирурзи су од 1920. почели са експерименталном применом симпатектомије у лечењу бројних физичких и менталних поремећаја.
Следи њена примена код неких од следећих индикација; ангина пекторис, вазазоспастички поремећаји, анксиозност, социјална фобија, вазоспазам крвних судова, болна стања, претерано знојење итд. Данас симпатектомија још увек имс ограничену примену најчешће код; хиперхидрозе, Рејноове болести, рефлексне симпатичке дистрофије.
Сам поступак пресећана живаца (симпатикотомије) је једноставан и лак, али је због приступ нервним влакнима кроз ткива зида грудног коша или трбуха (конвенционалном хируршком методом) јако тежак болан и са много већим ризиком за настанак компликација. Тако је тзв. задњи приступ преко грудног коша, развијен у 1908, захтевао ресекцију ребара. Ресекција у субклавикуларном (изнад кључне кост), приступу је развијена је нешто касније 1935, и био је мање болан него претходни приступ, али су ову методу пратила оштећења важних живаца и крвних судова, у том простору.
Због ових проблема, ко и честих секвела након симпатектомије, конвенционални или „отворени“ облик у то доба није била популарна процедуру, иако је и даље настављена њена примена у лечењу хиперхидрозе, Рејноовог феномена и разних психичких поремећаја. Са популаризацијом примене лоботомија у тридесетим и четрдесетим годинама 20. века симпатектомија је пала у немилост неурохирургије, као облих лечења психичких поремећаја у великом мозгу.
Крајем осамдесетих година 20. века од стране Горена Класа и Кристера Дрота (енгл. Goren Claes и Christer Drott) у Шведској је развијена енгл. (ЕТС)-Endoscopic thoracic sympathectomy ендоскопска „минимално инвазивна“ хируршка техника. Ова техника је много конфорнија; време опоравка након интервенције је краће као и број компликација и зато је њена примена све више постала популарна у свету. Данас, се ЕТС операције изводе у многим земљама широм света, изузев у Шведској где је ова метода и настала.
Средином деведесетих година 20. века због учесталих жалби шведских пацијената оперисаних ЕТС техником, на нежељене учинке симпатекотомије, формирана је организација (енгл. FFSO - people disabled by sympathectomy) (особа са инвалидитетом изазваним симпатектомијом), са циљем да заштити права својих и будућих пацијената. Организација је временом нарасла на преко 300 чланова и њихов рад је довео до забране примене ове методе лечења у Шведској. Оба хирурга, пионира ове технике у Шведској, Дрот и Клес, преселиоло је своје ординације из Шведске у друге земље, и у њима и даље обављају операције.

## Значај
Аутономни нервни систем (ради аутономно без утицаја воље) контролише телесне функције организма, као што су дисање, знојење, рад срца, функције желуца, крвних судова итд. Он такође може привремено да преузме и контролу неких функција које су иначе под свесном контролом (мозга), као што су нпр. трептање очима, дисање...
Аутономни нервни систем се састоји из два подсистема:
- Симпатичког нервног система (СНС)
- Парасимпатичког нервног система (ПСНС)

Симпатички нервни систем убрзава рад срца, сужава (вазоконстрикција) крвне судове, и подиже крвни притисак. Крвни притисак се контролише помоћу нервних ћелија које пролазе кроз омотаче око артерије. Симпатички нервни систем омогућава организму да одговори на промене којима је он изложен у свакодневном животу. Парасимпатички нервни систем има многе (али не све) истоветне ефекторе као и симпатички нервни систем са најчешће супротним функцијама (нпр. симпатикус стимулише, вагус успорава). Симпатички и парасимпатички систем су две компоненте аутономног нервног система са претежно супротним функцијама, што организму обезбеђује хомеостазу.
Када су угрожене одређене виталне функције организма, симпатички нервни систем повећава своју активност, што;
- повећава снагу срчаног мишића и убрзава његов рад, што повећава проток крви у организму
- убрзава и продубљује дисање, што обезбеђује бољу оксигенацију организма
- повећава проток крви у нервном систему и мишићима, на рачун смањеног протока крви у другим (мање важним - периферним) областима, као што су кожа, дигестивни тракт и вене удова, (механизмом вазоконстрикције крвних судова). Као крајњи ефекат дејства симпатикуса настаје повећање крвног притиска.

Контролну функцију аутономни нервни систем остварује из сопственог контролног центра у хипоталамусу преко вегетативних живаца слањем; рецепторима живчаних-нервних (симпатичких и прасимпатичких) сигнала или преко крви слањем хормонских или ендокриних сигнала. Пресецањем неких од ових путева преношења вегетативних сигнала, (као што то чинимо симпатектомијом), ми „вештачки“ смањујемо утицаје хипоталамуса и блокирамо појаву нежељених функција у организму.

## Индикације
Симпатектомија се најчешће врши како би се ублажило претерано знојење (код хиперхидрозе), црвенило (хиперемија лица) или искључио прекид или застој у протоку крви кроз сужене крвне судова (исхемија) у прстима руку и ногу, ушима, код особа осетљивих на излагање хладноћи нпр. код Рејноовог феномена, системске склерозе, реуматоидног артритиса. Суженња крвних судова у ногама која изазивају болне грчеве (клаудикације) нпр. код дијабетесне васкулопатије, атеросклерозе Биргерове болести итд. такође се могу лечити симпатектомијом.
Симпатектомија може бити корисна и у лечењу рефлексне симпатичке дистрофије. Пошто знојење контролише симпатички нервни систем, симпатектомија је ефикасана у лечењу претераног знојења (хиперхидрозе) на длановима, лицу или испод пазушних јама итд.

## Споредни ефекти
Нема ни једне операција без ризика, па тако и симпатектомија има нека специфична нежељена дејства (компликације);
Крварење
У току и после симпатектомије може бити значајно и јавља се у до 5% пацијената.
Инфекција
Као и код други оперативних интервенција увек постоји ризик њеног настанка
Промећај функција живаца
Као нпр. појава латерализације промена, у када болесник има осећај да живи у два одвојена тела; једна половина тела је „отупела или мртва“, а друга половина са хиперактивним функцијама симпатичких живаца.
Пнеумоторакс
Јавља се у око 2% пацијената.
Компензациона хиперхидроза
Појачано знојење се јавља код готово свих пацијенатанакон операције и најчешће је пролазна. У дужем временском периоду компензациона хиперхидроза се јавља у 1-2 одсто пацијената након симпатектомије. Учесталост израженог или тешког компензационог знојења варира (у разним истраживањима), у распону од 1,2% до чак 30,9% оперисаних пацијената.
Анхидроза
Након грудне симпатектомије у денервисаној области, се може јавити изразита, сувоћа и топлота коже, као последица престанка знојења (анхидроза), која може бити толико изражена да захтева честу примене лосиона за руке, а код екстремних случајева сувоће коже може прећи у екцем (види слику десно).